# Juan Carlos Lorenzo
Juan Carlos Lorenzo (* 22. Oktober 1922 in Buenos Aires; † 14. November 2001 ebenda) war ein argentinischer Fußballspieler und späterer -trainer. Als Aktiver nicht sonderlich erfolgreich, trainierte er die argentinische Fußballnationalmannschaft bei zwei Fußball-Weltmeisterschaften und war auch in Spanien, wo er mit Atlético Madrid ins Endspiel des Europapokals der Landesmeister vordrang, sowie Italien tätig. Mit den Boca Juniors gewann er zudem zweimal die Copa Libertadores.

## Spielerkarriere
Juan Carlos Lorenzo begann mit dem Fußballspielen im Jahre 1940 bei den Chacarita Juniors, einem kleineren Erstligaverein aus der argentinischen Hauptstadt Buenos Aires, in der er 1922 auch geboren wurde. Für die Chacarita Juniors war Lorenzo in den folgenden sechs Jahren aktiv und kam dabei zu 79 Einsätzen und zwanzig Torerfolgen im Ligabetrieb des argentinischen Fußballs. 1945 wechselte er zu den Boca Juniors, wo er folgend zweieinhalb Jahre unter Vertrag stand und es auf fünfundzwanzig Ligaeinsätze brachte. Im Sommer 1947 wurde er von dem noch jungen italienischen Verein Sampdoria Genua, der sich erst ein Jahr zuvor aus einem Zusammenschluss der SG Andrea Doria und der SG Sampierdarenese gegründet hatte, verpflichtet und spielte in den nächsten Jahren bis 1952 für Sampdoria. Große Erfolge gelangen dabei jedoch nicht, in den meisten Jahren wurden am Ende der Spielzeiten Platzierungen im Mittelfeld des Klassements erreicht, wobei ein fünfter Platz in der Serie A 1948/49 besonders hervorzuheben ist. Zur Saison 1952/53 wechselte Juan Carlos Lorenzo nach Frankreich und schloss sich dem FC Nancy, einem heutzutage nicht mehr existierenden Fußballverein, der in den Fünfzigerjahren in der Division 1, heute Ligue 1, spielte, an. Von 1952 bis 1953 machte Lorenzo 56 Ligaspiele für den Klub aus Nancy und schoss darin dreiundzwanzig Tore. 1954 wechselte er erneut den Verein und spielte dann für Atlético Madrid in Spanien. Hier konnte er sich jedoch nicht durchsetzen und kam in drei Jahren nur zu zwölf Ligaeinsätzen mit drei Treffern, was ihn dazu veranlasste, 1957 erneut die Vereinszugehörigkeit zu tauschen. Zwischen 1957 und 1958 war Lorenzo für den drittgrößten Madrider Verein, Rayo Vallecano, aktiv, ging aber nach nur einem Jahr weiter zu RCD Mallorca, wo er 1958 seine aktive Karriere beendete und bald darauf Trainer wurde.

## Trainerkarriere

### Anfänge bei Mallorca
Nach dem Ende seiner aktiven Laufbahn als Fußballspieler wurde Juan Carlos Lorenzo Trainer. Direkt nach seinem Karriereende übernahm er das Amt des Coaches bei seinem letzten Verein als Spieler, dem spanischen Drittligisten RCD Mallorca. Auf Mallorca arbeitete Lorenzo äußerst erfolgreich und schaffte schon im ersten Jahr den Aufstieg in die Segunda División durch einen ersten Rang in der Tercera División, damals der dritthöchsten Fußballliga in Spanien entsprechend. Erstmals seit dem Abstieg 1954 war Mallorca in der Saison 1959/60 wieder zweitklassig. Auch in der Segunda División präsentierte sich die Mannschaft von Juan Carlos Lorenzo sehr gut und schaffte durch einen ersten Platz in der Staffel zwei mit einem Punkt Vorsprung auf Córdoba CF den Durchmarsch von der dritten in die erste Liga, was den erstmaligen Aufstieg von RCD Mallorca in die erste Liga überhaupt bedeutete.
Doch noch bevor die Erstligasaison 1960/61 begann, verließ Juan Carlos Lorenzo RCD Mallorca und ging zurück in seine Heimat Argentinien, wo er Trainer von CA San Lorenzo de Almagro wurde, das er im weiteren Verlauf seiner Trainerlaufbahn noch vier weitere Male coachen sollte. Große Erfolge blieben Lorenzo, dessen Arbeit sich sehr an der von Helenio Herrera, dem berühmten Trainer des Grande Inter von Internazionale Mailand, der großen Wert auf eine solide Defensive legte, orientierte, bei CA San Lorenzo de Almagro jedoch verwehrt. Er ging nach zwei Jahren im bonarenser Stadtviertel Almagro 1962 wieder nach Europa und wurde in Italiens Serie A bei Lazio Rom angestellt.

### Kurzzeitige Arbeit als Nationalcoach
Juan Carlos Lorenzo war zweimal für sehr kurze Zeit Trainer der Fußballnationalmannschaft seines Heimatlandes. Im Jahre 1962 übernahm er das Amt des Nationalcoaches von José D’Amico und betreute das Team um Antonio Rattín, José Sanfilippo und Silvio Marzolini bei der Weltmeisterschaft im gleichen Jahr im direkt benachbarten Chile. Das Weltturnier endete für die Auswahl Argentiniens mit dem enttäuschenden Ausscheiden nach der Vorrunde durch einen dritten Rang in der Gruppe 3 hinter Ungarn und England sowie vor Bulgarien. Durch das Abschneiden bei der Weltmeisterschaft wurde Juan Carlos Lorenzo nach Ende des Turniers durch Néstor Rossi ersetzt, der jedoch auch nicht lange im Amt blieb und schon bald wieder durch D’Amico abgelöst wurde, seinerseits Vorgänger von Lorenzo.
Nachdem in der Zwischenzeit neben Rossi und D’Amico auch José Maria Minella und Osvaldo Zubeldía das Amt des Nationaltrainers von Argentinien innehatten, wurde 1966 wieder Juan Carlos Lorenzo verantwortlich für den sportlichen Erfolg bei den Gauchos. Anders als bei Weltchampionat von Chile 1962 verlief die WM 1966 in England erfolgreicher für Argentinien, man erreichte Tabellenplatz zwei in der Gruppenphase hinter Deutschland, dem man mithilfe von überhartem Spiel und einem Feldverweis gegen José Albrecht ein torloses Remis abtrotzte, und vor Spanien und der Schweiz. Vor 90.000 Zuschauern im Wembley-Stadion von London kam das Ausscheiden für Lorenzos Mannschaft im Viertelfinale gegen den Gastgeber und späteren Weltmeister aus dem Mutterland des Fußballs.

### Tätigkeit in Rom
Kurz nach der Weltmeisterschaft 1962 und seinem Rausschmiss bei der argentinischen Fußballnationalmannschaft übernahm Juan Carlos Lorenzo die Stellen des Trainers beim italienischen Traditionsverein SS Lazio aus der Hauptstadt Rom. Zu Beginn der Sechzigerjahre befand sich Lazio jedoch in einer Zeit der ausbleibenden sportlichen Erfolge, man verbrachte seit dem Erstligaabstieg in der Saison 1960/61 folgend zwei Spielzeiten in Italiens zweithöchster Fußballliga, der Serie B. Nachdem 1962 nicht der direkte Wiederaufstieg glückte, verpflichtete Lazios Klubführung zur Spielzeit 1962/63 Juan Carlos Lorenzo als Coach. Dieser führte die Römer durch einen dritten Rang in der Serie B hinter dem FC Messina und dem AS Bari, aber drei Punkte vor dem Viertplatzierten Brescia Calcio, das nicht aufstieg, zurück in die Serie A. Die Serie A 1963/64 beendete Lorenzos Mannschaft auf dem neunten Tabellenplatz, womit der Klassenerhalt sicher erreicht wurde. Drei Punkte trennten Lazio am Ende der Saison vom FC Modena, dem ersten Absteiger. Die folgende Spielzeit 1964/65 konnte aber nicht annähernd so erfolgreich gestaltet werden und Lazio spielte von Beginn an in der untersten Tabellenregionen. Aufgrund von sportlichem Misserfolg wurde Juan Carlos Lorenzo im Verlauf der ersten Saisonhälfte 1965/66 entlassen und durch den Italiener Umberto Mannocci ersetzt, der den Verein noch vor dem Abstieg bewahrte.
Wenig später wurde Juan Carlos Lorenzo Trainer des AS Rom, dem größten Rivalen von Lazio. Mit Juan Carlos Lorenzo erreichte die Roma die Teilnahme am Messestädte-Pokal 1965/66, wo das Ausscheiden jedoch bereits in der ersten Runde gegen den englischen Spitzenclub FC Chelsea kam. Bereits in der Vorsaison hatte der AS Rom am Pokal der Messestädte teilgenommen und war bei einigen Spielen auch vom neuen Coach Lorenzo trainiert worden. Es wurde nach Siegen über Aris Thessaloniki aus Griechenland sowie NK Zagreb aus Jugoslawien die dritte Runde erreicht, wo man am ungarischen Rekordmeister Ferencváros Budapest scheiterte, der einige Wochen darauf gegen Juventus Turin den Messestädte-Pokal gewann. Trotz der Erfolge auf internationaler Ebene und des neunten Ranges in der Serie A 1965/66 verlängerte sich Lorenzos Kontrakt in Rom nicht und er wurde zur Spielzeit 1966/67 durch Oronzo Pugliese abgelöst.

### Viele Vereine in wenig Jahren
Im Jahre 1966 wurde Juan Carlos Lorenzo zum bereits zweiten Mal Coach von CA San Lorenzo de Almagro. Hier war er allerdings nur sehr kurz tätig, da er im gleichen Jahr ebenfalls zum zweiten Mal Nationaltrainer seines Heimatlandes wurde. Bei der Weltmeisterschaft in England standen vier Spieler von CA San Lorenzo de Almagro, die Lorenzo positiv aufgefallen waren, im Aufgebot der Südamerikaner. Diese vier waren die bereits nationalmannschaftserfahrenen José Varacka, der bereits im Kader des Weltturniers 1962 stand, und José Albrecht, sowie Oscar Calics und Mario Chaldú, die, ohne ein Länderspiel gemacht zu haben, nach England reisten, und auch später keine große Rolle mehr im Nationalteam spielten.
Insgesamt trainierte Juan Carlos Lorenzo zum Ende der Sechzigerjahre hin diverse Vereine, war aber stets nur für relativ kurze Zeit verantwortlich für sportliche Erfolge. Großartige solche gelangen aber nicht. So war Lorenzo unter anderem 1966 Trainer bei River Plate, wo er die Nachfolge von Renato Cesarini antrat, der den Renommierclub erstmals in dessen Geschichte ins Endspiel um die Copa Libertadores geführt hatte, dort aber CA Peñarol aus Uruguays Hauptstadt Montevideo unterlegen war. Doch Lorenzo brachte nicht den gewünschten Erfolg und verlor seinen Job bald an José D’Amico. 1967 kehrte Juan Carlos Lorenzo auf die Trainerbank des RCD Mallorca zurück, der mittlerweile wieder in die Segunda División abgestiegen war. Das Vorhaben, wieder in die Primera División aufzusteigen, misslang aber und Lorenzo ging noch 1967 zu Lazio Rom, das er von 1968 bis 1971 erneut trainierte. Direkt in seiner ersten Saison als Lazio-Trainer führte er den Club 1968/69 wieder in die Serie A, wo in der Spielzeit 1969/70 der Klassenverbleib durch einen achten Rang samt der Teilnahme am Messestädte-Pokal 1970/71, dem letzten seiner Art vor der Einführung des UEFA-Pokals, überhaupt, gelang. Hier blieben großartige Erfolge allerdings wie auch in der gesamten Saison 1970/71 aus. Im Ligabetrieb belegte Lazio nach Ablauf aller Spieltage den vorletzten Platz und musste wieder in die Serie B absteigen, woraufhin Juan Carlos Lorenzo seines Amtes enthoben wurde.
Wenig später unterzeichnete er zum dritten Mal einen Vertrag bei San Lorenzo de Almagro und war wieder für ein Jahr lang Coach der Erstligamannschaft des Verein aus Buenos Aires. In diesem einen Jahr, 1972, war Juan Carlos Lorenzo mit San Lorenzo enorm erfolgreich und gewann beide argentinische Meistertitel, die Saison wurde damals wie heutzutage mit leicht verändertem Modus auch üblich, in zwei Halbjahresmeisterschaften ausgetragen, die jeweils einen Titelträger ermittelten. San Lorenzo gelang es 1972, sowohl das Torneo Metropolitano als auch das Torneo Nacional zu gewinnen. Im Metropolitano wurde man Erster mit sechs Punkten Vorsprung vor dem Racing Club aus Avellaneda. Im Nacional war man im Finale mit 1:0 gegen River Plate siegreich. Nach diesem Titelgewinn verkündete Juan Carlos Lorenzo seinen Abschied aus Almagro. Nach einem halben Jahr Arbeitslosigkeit wurde er im Sommer 1973 Trainer des amtierenden spanischen Meisters Atlético Madrid.

### Erfolge bei Atlético Madrid
1973 übernahm Juan Carlos Lorenzo das Traineramt bei Atlético Madrid von dem Österreicher Max Merkel, der den Verein in der Primera División 1972/73 zum Gewinn der spanischen Fußballmeisterschaft geführt hatte. Dadurch war Atlético startberechtigt für den Europapokal der Landesmeister 1973/74. Nachdem in der ersten Runde Galatasaray Istanbul aus der Türkei, in der zweiten Runde Dinamo Bukarest aus Rumänien, im Viertelfinale Roter Stern Belgrad aus Jugoslawien und im Halbfinale Celtic Glasgow aus Schottland besiegt wurden, traf man im Endspiel auf den FC Bayern München, was für beide Mannschaften die erstmalige Teilnahme an einem Endspiel im Cup der Landesmeister bedeutete. Im Hinspiel im Heysel-Stadion von Brüssel hatte das Team von Juan Carlos Lorenzo, in dem sich Spieler wie Luis Aragonés, Adelardo Rodríguez oder José Eulogio Gárate befanden, die Münchner am Rande einer Niederlage, als Georg Schwarzenbeck erst in der 120. Spielminute den Führungstreffer durch Aragonés ausgleichen konnte. Das Rückspiel zwei Tage darauf an gleicher Stelle endete mit einem klaren 4:0 für die Bayern, wodurch diese den Europapokal gewannen.
Das Erreichen des Endspiels im Europapokal der Landesmeister 1973/74 war der größte Erfolg für Juan Carlos Lorenzo bei Atlético Madrid. Im Verlauf der Saison 1974/75 wurde er entlassen und durch Luis Aragonés ersetzt, was für diesen die erste Trainerstation bedeutete. 1975 unterschrieb Juan Carlos Lorenzo einen Kontrakt bei Unión de Santa Fe in Argentiniens Primera División. Bei dem Verein aus Santa Fe war er bis 1976 tätig, ehe er begann, für die Boca Juniors zu arbeiten.

### Triumphe mit Boca Juniors
Gleich in seinem ersten Jahr bei den Boca Juniors konnte Juan Carlos Lorenzo das wiederholen, was er 1972 bei CA San Lorenzo de Almagro geschafft hatte, nämlich das Erringen von Metropolitano- und Nacionalmeisterschaft in ein und demselben Jahr. Im Metropolitano-Wettbewerb des Jahres 1976 belegte man im Meisterschaftsplayoff den ersten Platz mit drei Punkten Vorsprung auf CA Huracán, das nach Ablauf der normalen Saison noch vor Boca rangiert hatte. Kurze Zeit darauf folgte der zweite Meistertitel binnen eines Jahres für die Juniors, im Nacional wurde das Endspiel gegen den ewigen Rivalen River Plate mit 1:0 gewonnen. Durch die Erfolge auf nationaler Ebene waren die Boca Juniors für die Copa Libertadores 1977 qualifiziert. Dort wurde man in der Vorrunde Erster vor River Plate und den uruguayischen Mannschaften Club Atlético Defensor und Peñarol, und ebnete später durch einen ersten Platz in der zweiten Gruppenphase vor Deportivo Cali aus Kolumbien und dem Club Libertad aus Paraguay den Weg ins Endspiel. Dort traf man auf den brasilianischen Vertreter Cruzeiro Belo Horizonte. Nachdem beide Mannschaften jeweils einmal gewonnen hatte, musste ein Entscheidungsspiel über den Gewinner im Libertadores-Cup entscheiden und die Boca Juniors setzten sich im Elfmeterschießen im Estadio Centenario von Montevideo durch. Nach dem erstmaligen Gewinn der Copa Libertadores spielten die Boca Juniors einige Monate später erfolgreich um den Weltpokal. Der Sieger im Europapokal der Landesmeister 1976/77, Borussia Mönchengladbach, wurde mit 2:2 und 3:0 besiegt. Ein Jahr später war Boca erneut für die Copa Libertadores startberechtigt. Auch diesmal spielte die Mannschaft um Spieler wie Hugo Gatti, Francisco Sá und Rubén Suñé sehr erfolgreich und erreichte nach Erfolgen gegenüber River Plate und Atlético Mineiro erneut das Finale. Gegen Deportivo Cali, erster kolumbianischer Finalteilnehmer in der Copa Libertadores überhaupt, behauptete sich das Team von Trainer Juan Carlos Lorenzo mit 0:0 in Cali und 4:0 im heimischen Stadion La Bombonera. Das anschließende Spiel um den Weltpokal fand nicht statt, da sowohl die Juniors als auch der FC Liverpool ihre Teilnahme verweigerten.
Insgesamt war das Engagement bei den Boca Juniors für Juan Carlos Lorenzo das erfolgreichste seiner Karriere. Er gewann mit dem Verein aus dem Arbeiterviertel La Boca insgesamt fünf wichtige Titel, und dies in einer Zeit, die für den Verein unter ungünstigen Umständen verlief, da der Verein große Abneigung von Seiten des totalitären Militärregimes Jorge Rafael Videlas entgegengebracht kam, weil die Boca Juniors schon seit jeher als Verein der Arbeiterklasse angesehen wurden und die Junta diesem kritisch gegenüberstand.

### Letzte Trainerjahre
Nach seinem Abschied von den Boca Juniors im Jahre 1979 endete für Juan Carlos Lorenzo auch die Zeit der größeren Erfolge. Ein einziger Titelgewinn gelang dem Trainer in den folgenden Jahren seiner Laufbahn. Im Jahre 1983 führte er den Traditionsverein Club Atlético Atlanta zum Gewinn der zweiten argentinischen Liga, war dabei aber nur die ersten zwölf Ligaspiele verantwortlich, ehe er entlassen wurde und sein Nachfolger die Saison beendete. Allgemein waren die letzten knapp zehn Jahre von Lorenzos Trainerkarriere gekennzeichnet durch häufige Vereinswechsel. So trainierte er kurzzeitig den Racing Club aus Avellaneda (1980), die Argentinos Juniors (1981), Atlanta (1983), CA San Lorenzo de Almagro (1985) und die Boca Juniors (1989). Für jeweils zwei Jahre war er Trainer bei San Lorenzo de Almagro (1981 bis 1982), CA Vélez Sársfield (1982 bis 1983) und Lazio Rom (1984 bis 1985). Juan Carlos Lorenzos letzte Trainerstation war 1989 Boca Juniors.
Nach seinem Abschied vom Fußballgeschäft lebte Juan Carlos Lorenzo in Buenos Aires. Dort starb er am 14. November 2001 im Alter von 79 Jahren.

## Erfolge
- Weltpokal: 1×

1977 mit den Boca Juniors
- Copa Libertadores: 2×

1977 und 1978 mit den Boca Juniors
- Argentinische Fußballmeisterschaft: 4×

Metropolitano 1972 und Nacional 1972 mit CA San Lorenzo
Metropolitano 1976 und Nacional 1976 mit den Boca Juniors
- Primera B Nacional: 1×

1983 mit CA Atlanta
- Coppa Italia: 1×

1963/64 mit dem AS Rom
- Serie B: 1×

1968/69 mit Lazio Rom
- Segunda División: 1×

1959/60 mit RCD Mallorca